# Vachellia seyal
Червона акація (Vachellia seyal) — вид рослин родини бобові.

## Будова
Вічнозелене дерево з круглою кроною. Росте до 17 м висоти. Стовбур досягає 60 см в діаметрі. Має тонку зелену кору, що ніби покрита кремово-жовтим чи рудувато-червоним порошком. Щороку скидає кору тонкими смугами.

## Життєвий цикл
Під час посухи у листі накопичується синильна кислота, що робить її небезпечною для травоїдних тварин.

## Поширення та середовище існування
Поширене дерево у саваннах Судану.

## Практичне використання
Одне з дерев, що використовують для виробництва гуміарабіку.
Має цінну деревину. В Стародавньому Єгипті з неї робили гроби для фараонів. Ймовірно з цього дерева також був зроблений Ковчег Заповіту.

## Галерея

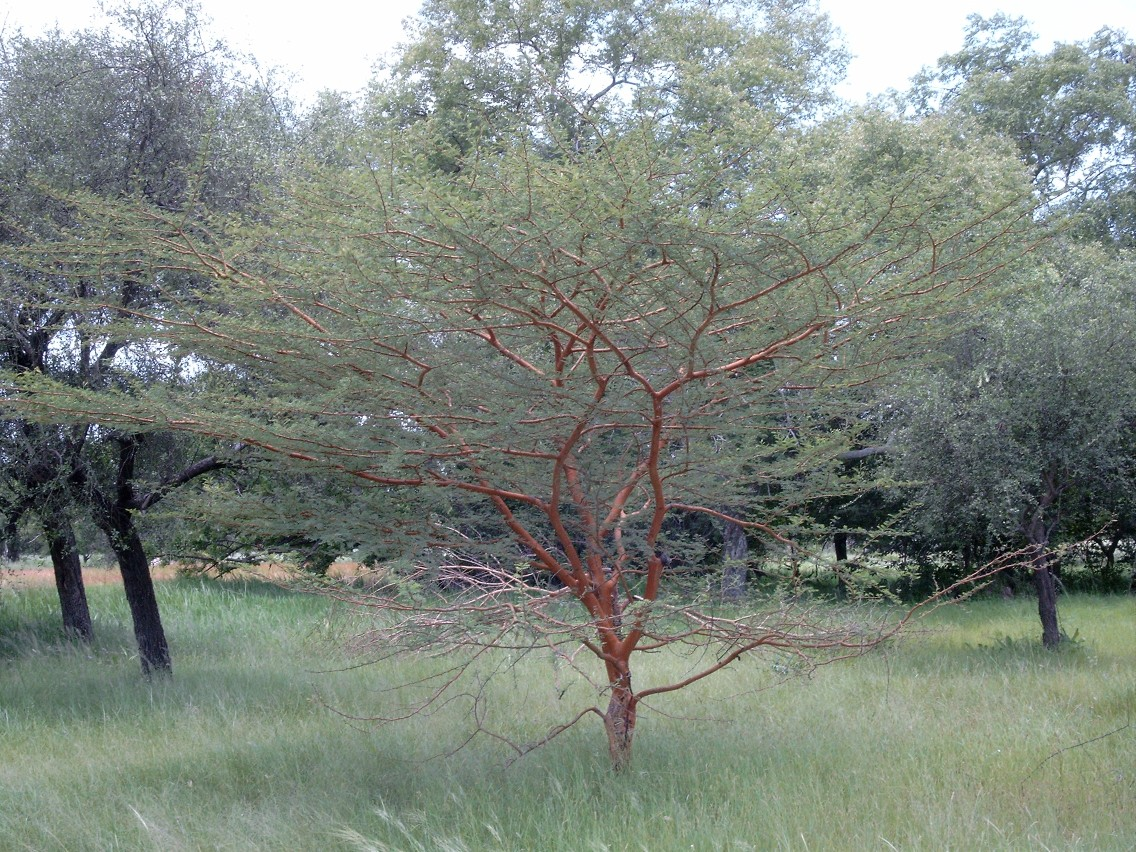
Молоде дерево
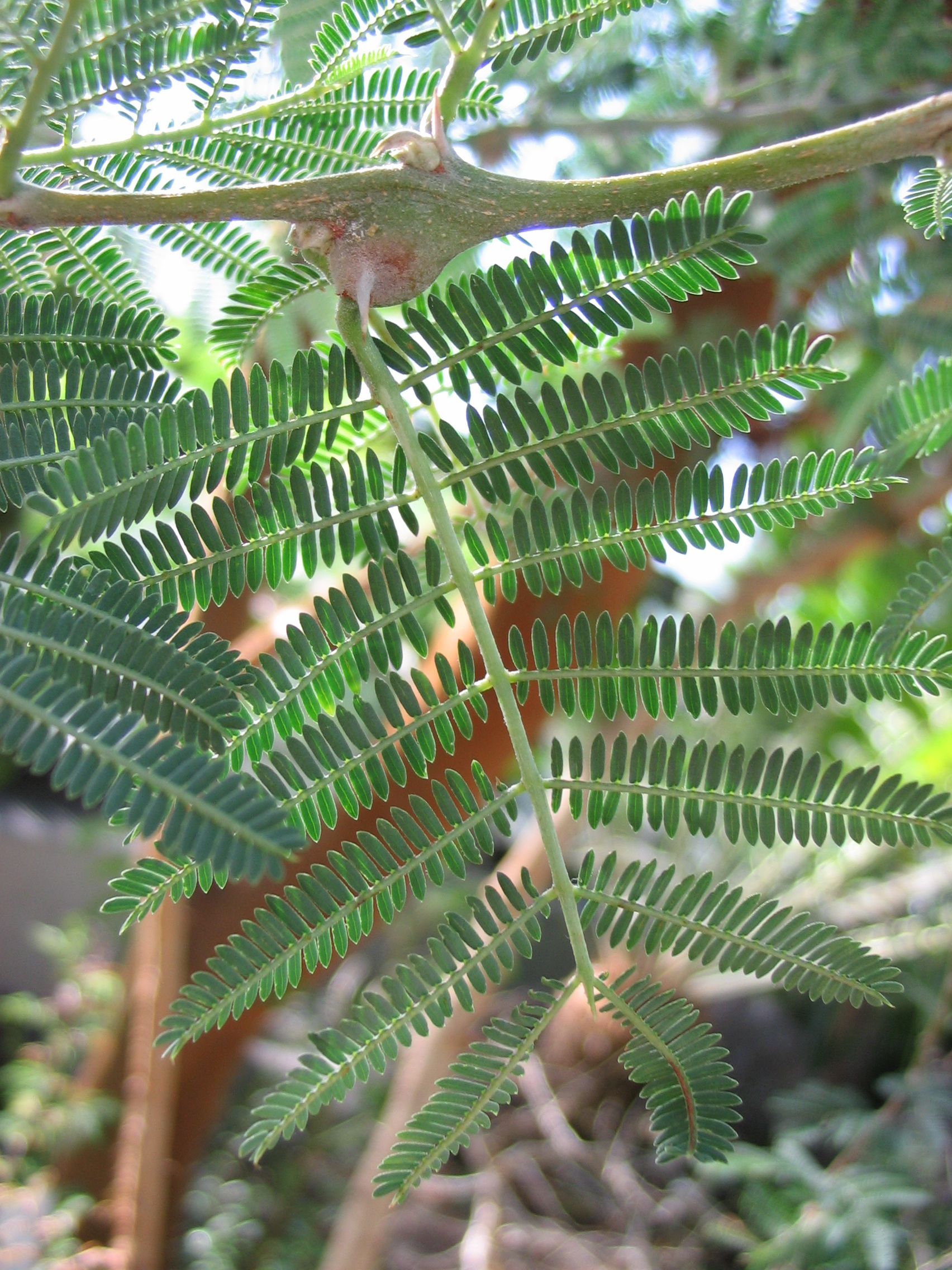
Листя
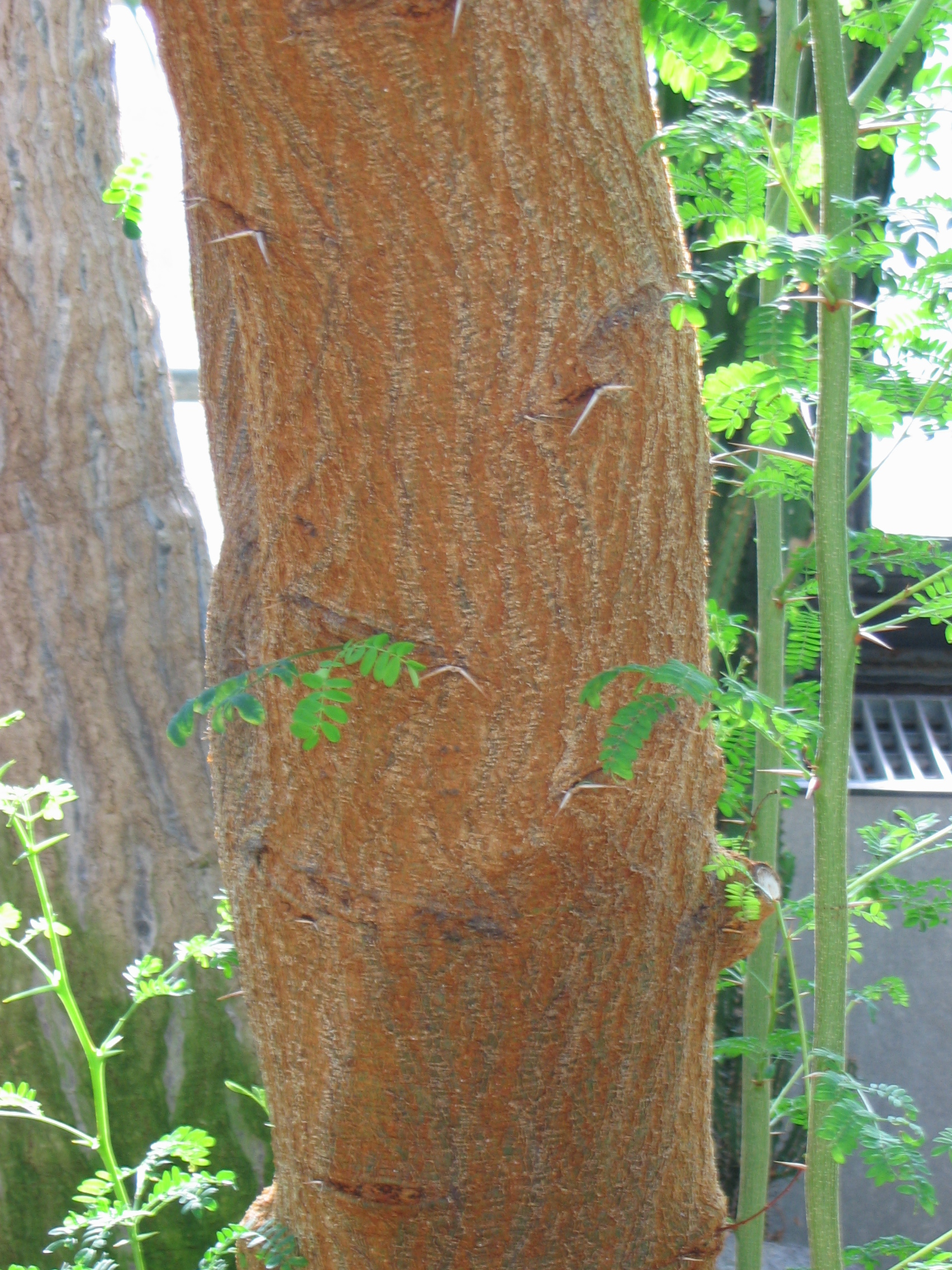
Стовбур